# 奧漢查縣
奧漢查縣（西班牙語：Cantón de Hojancha），是哥斯達黎加的縣份，位於該國西北部，由瓜納卡斯特省負責管轄，首府設於奧漢查，始建於1971年11月7日，面積1,765.79平方公里，2011年人口7,197人，人口密度每平方公里4.08人。